# Eduardo Bendersky
Eduardo Bendersky fue un pintor argentino que nació en la provincia de Córdoba  en Argentina el 4 de marzo de 1932 y falleció en la ciudad de Buenos Aires el 25 de diciembre de 1993.

## Vida
Cursó estudios en la Academia de Bellas Artes de Córdoba sin terminarlos.
Realizó, durante años, numerosos viajes que influyeron en su formación: incluyendo Brasil, Perú, Bolivia, Centroamérica incluyendo Jamaica e Isla Trinidad,  Estados Unidos, Italia, Holanda, España, Gran Bretaña y Francia. Residió varios años en Brasil y en Francia. Vivió en París de 1952 a 1962 y de 1977 a 1979. Allí estudió en el Taller del grabador Stanley William Hayter. En 1965 obtuvo la beca del Fondo Nacional de las Artes. Vivió en Buenos Aires de 1966 a 1977 y de 1979 hasta su muerte.

## Obra
El clima de sus cuadros es delicado, surrealista, introspectivo y metafísico. Bendersky pasó de la no figuración a la  figuración. Sus personajes tienen un aire a fresco renacentista italiano. El título de sus muestras nos dan una idea de su pensamiento:  en 1971 llamó a un conjunto de sus obras "Intuición de lo Innombrable" y en 1972 a otro "De lo Innombrable".
Dice Bendersky

Si no se admite la dialéctica entre los opuestos, entre el sí y el no –entre la luz y la sombra- no es posible crecer.

El creador es una persona que ante la tela en blanco, que metafóricamente es su espacio interior, trata de ubicarse dentro de ella, de encontrar respuestas y de penetrarla.

Cada obra es como un rito, como una oración, tendiente al esclarecimiento personal. De alguna forma, uno tiene que desaparecer como persona, para encontrarse en su propio y verdadero rostro.

Dice el crítico Jorge Romero Brest:

Los dibujos de Bendersky revelan la calidad de un artista auténtico y el estilo de un dibujante/ pintor consciente de las limitaciones impuestas por el género elegido: el cuadro, que puede no ser apto para obtener la coincidencia apuntada en nuestros días. Sin embargo, como pocos artistas actuales llegan a semejante madurez, corresponde comprender sus trabajos antes de pensar en dicha coincidencia. Las figuras que acaso son retratos idealizados, los desnudos no menos idealizados pero sensuales, las composiciones con un elemento entrelazado o fragmentado en los cabellos de sus personajes y una cara como de luna casi abstracta, sumergen en una atmósfera de plenitud sensible y de imaginación alerta, respondiendo a su visión del mundo, que por no ser de los antes se restringe en cuanto a ellos y se amplía en cuanto al ser. Porque Bendersky es un clásico.

No puedo ejemplificar más, como desearía, la riqueza formal de estos dibujos, sólo recalco que los signos empleados con el empeño de que no lo parezcan, economizados al máximo, están ahí a disposición de quien pueda decodificar tan sutiles entramados. Hay una geometría posicional, implícita en ellos, que ha de ser interpreada, trampolín para ejercitar la imaginación del contemplador, no por cierto en el nivel reproductor de las cosas que vé, tampoco el de la sensibilidad que las modifica, sino el trascendental que las transforma, aportando el esquema puro despertado por los dibujos con imperceptible anterioridad al análisis, o sea que ha de contemplar cada dibujo, no digo sin considerar el contenido, pero sí como renovación del a priori creativo. La calidad y el estilo de los dibujos estriba en el descubrimiento de este a priori, pues gracias a él las formas se desprenden de las figuras para mostrar el ser en acto, provocando el arte.

Dice la crítica Elba Perez:

Figuración y abstracción declinan su antagonismo en pinturas y dibujos de este creador logrando una síntesis una conjunción más rica. (…)Inventa paisajes, geologías oníricas, re cielos apenas aludidos por el grafito o el óleo. (…) En sus pinturas la materia se adelgaza, se afantasma: pincelada se hace anónima, el color se asordina hasta murmullo. (…). Colman esta aspiración los modelados sutilísimos, el dibujo impecable, el cromatismo de una justeza y refinamiento ejemplar. (…).Arranca al grafito todos sus acordes y realiza lo que pareciera imposible. Con valores apenas superiores al del blanco del papel, obtiene imágenes —visiones— nítidas. (…).La luz es la cifra de sus epifanías. Restalla en los crecimientos moleculares que recrea, invoca el espacio por su luminosidad. (…). Se diría que Eduardo Bendersky acomete su tarea desde un estado de vacío, que no impone al soporte un esquema o un concepto previo. (…).Su presencia en el panorama plástico de la Argentina lo muestra aislado. Es el precio de la auténtica originalidad.  (…).Bendersky perdurará en su obra como uno de los hitos más empinados de la plástica argentina. En un tiempo tan propenso al exhibicionismo, al gregarismo de seguir modas o al fingido individualismo del desplante, Bendersky opone el sosegado rumbo de la introspección. (…). Se impone una severidad ascética que le permite acceder, receptivo, a la iluminación interior.

Existen obras suyas expuestas permanentemente en:
•	Museo de Tegucigalpa, Honduras.
•	Museo Provincial de Bellas Artes Emilio Caraffa, Córdoba, Argentina.
•	Museo Genaro Pérez, Córdoba.
•	Museo de Bellas Artes Dean Funes, Córdoba.
•	Museo de Artes Plásticas Eduardo Sívori, Buenos Aires.
•	Museo Nacional de Bellas Artes, Buenos Aires.
•	Fondo Nacional de las Artes, Buenos Aires.

## Exposiciones individuales
1948
"Pintura", Galería Rembrandt - Córdoba.
1951
Galería Rembrandt - Córdoba.
1955
"Pintura", Galería Paideia - Córdoba.
1965
"Pintura", Galería Lirolay - Bs As.
"Pintura", Galería Feldman - Córdoba.
1966
"Pintura", Biblioteca Alberdi de Tucumán.
1968
"Pintura", Galería Feldman - Córdoba.
1969
"Oleos y Dibujos", Casa de Córdoba - Bs As.
1971
"12 intuiciones de lo innombrable", Galería Imagen - Bs As.
"Oleos y Grafitos", Galería Feldman - Córdoba.
1972
"De lo innombrable", Galería Imagen - Bs As.
1973
"Las Moradas", Galería Imagen - Bs As.
1974
"Dibujos 1970-74", Galería Feldman - Córdoba.
"Por el Camino de Ian-Van", Galería Imagen - Bs As.
1975
"Catorce Rostros", Galería Imagen - Bs As.
1977
"Antología 1972-76", Galería Imagen - Bs As.
1979
"Dibujos", Galería Artemultiple - Bs As.
1980
"Oleos", Galería Vermeer - Bs As.
Galería Feldman - Córdoba.
1982
"Oleos", Galería del Buen Ayre - Bs As.
Galería Casona de Madera - Mar del Plata.
1984
"Dibujos", Galería Marienbad - Bs As.
Galería Jacques Martínez - Bs As.
1985
Galería Jaime Conci - Córdoba.
1986
Galería Jacques Martínez - Bs As.
1989
"Pinturas" Galería Rubbers - Bs As.
1990
Septiembre, es elegido Jurado del "LXXIX Salón Nacional de Artes Plásticas", con sede en el Museo
Provincial de Bellas Artes "Emilio A. Caraffa" - Córdoba.
1991
"Oleos", Galería Rubbers - Bs As.
1993
Galería Palatina - Bs As.

## Exposiciones Colectivas
1949
Tercer Salón de Artes Plásticas, Museo Genaro Pérez - Córdoba.
1950
"Pintura" La paz - Bolivia.
1965
"XIV Salón de Artes Plásticas de Córdoba", Museo Provincial de Bellas Artes Emilio Caraffa - Córdoba - (Tercer premio)
1966
"I Salón Juvenil de Artes Plásticas de Córdoba" Museo Provincial de Bellas Artes Emilio Caraffa
"Homenaje a Xul Solar", Museo Provincial de Bellas Artes Emilio Caraffa - Córdoba.
"X Salón de Deán Funes" - Córdoba - (Primer premio)
1967
"Pintores de Córdoba", Museo Provincial de Bellas Artes Emilio Caraffa - Córdoba.
1968
"Córdoba pintura actual", Casa de Córdoba - Bs As.
"Nuestros Pintores", Centro Unión Israelita de Córdoba - Córdoba.
1969
"Cinco Pintores Cordobeses" Casa de Córdoba - Bs As.
"Salón Delegación de Córdoba" - Bs As - (Quito premio)
1970
"Pintura Surrealista", Galería Mantua - Bs. As.
Casa de Córdoba - Bs As.
"Córdoba, Pintura Actual", Casa de Córdoba - Bs As (Tercer premio)
"Lautreamont 100 años", Galería Gradiva - Bs As.
"XVIII Salón de Artes Plásticas de Córdoba", Museo Provincial de Bellas Artes Emilio A. Caraffa - Córdoba.
1971
Galería Mantua - Bs As.
1972
Homenaje a Maeterlink. Galería Arthea - Bs As.
Vigencia de la "B". Galería Martina Céspedes - Bs As.
1973
"13 Artistas Argentinos" Galería Serra - Caracas Venezuela.
"20 Pintores de Córdoba", Museo Genaro Pérez - Córdoba.
"Forma y Color", Galería Martina Céspedes - Bs As.
"Abstracción Mágica", Galería Art - Bs As.
1974
"Aldo Pellegrini - In Memoriam", Galería Imagen - Bs As.
"Obras de Arte Argentino Pequeño Formato", Galería Centoria - Bs As.
1975
"Más allá de la pintura" Galería Martina Céspedes - Bs As.
1980
Galería Casona de Madera - Mar del Plata.
Galería Buen Ayre - Bs As.
Dona dos obras al remate de la Fundación Favaloro.
1981
"Misteriosa Buenos Aires", Galería del Buen Ayre - Bs As.
1983
"Balcones" Galería Wildenstein - Bs As.
Galería Marienbad - Bs As.
Galería Buen Ayre - Bs As.
1984
"Tota pulera est", Museo de Arte Español Enrique Larreta - Bs As.
1985
Invitado junto con artistas de 58 países a la 2.ª International Bienal Print Exhibit: 1985 ROC En el Taipéi
Fine Arts Museum.
Taiwán, China editándose un libro.
1987
Galería Jack Martínez - Bs As.
1989
"Primera Exposición de obras donadas por artistas argentinos", Centro de Arte Contemporáneo - Córdoba.
1990
"Los signos del zodíaco", Galería Zurbarán - Bs As.
"Homenaje a Victoria Ocampo", Galería Zurbarán - Mar del Plata.
1991
"Forma y Color", Homenaje a Rembrandt - Patio Bullrich - Bs As.
"El mar en el arte de los argentinos", Galería La Favorita - Rosario - Organizado por Zurbarán.
Invitado a la muestra Premio Palanza - Bs As.
1992
"Primera Bienal de Pintura Espíritu de Grecia", Salas Nacionales de Exposiciones - Bs As.
"Exposición de Galerías" (Arte B.A.) por la Galería Rubbers.
1993
"Fundación Alberto J Trabucco" Museo Nacional de Bellas Artes (Argentina) - Bs As.